# Nagornyj (Mosca)
Il quartiere Nagornyj (in russo Нагорный район?) è un quartiere di Mosca sito nel Distretto Meridionale.
Attraversato dalla Varšavskoe Šosse, concentra nella parte settentrionale la maggior parte delle attività industriali e nella parte meridionale le costruzioni residenziali. Alla fine del XIX secolo ospitava alloggiamenti collettivi per gli operai delle manifatture Danilovskij. È negli anni 1950-1960 che avviene una consistente urbanizzazione della zona.